# شركة أب في
أب في (بالإنجليزية: AbbVie)‏ شركة صناعات دوائية تعنى باكتشاف وتطوير وتسويق كل من المستحضرات الصيدلانية الحيوية وعقاقير المركبات العضوية الصغيرة. نشأت في عام 2013 بانفصالها عن مختبرات أبوت.